# Las Peñas de Riglos
Las Peñas de Riglos – gmina w Hiszpanii, w prowincji Huesca, w Aragonii, o powierzchni 217,87 km². W 2011 roku gmina liczyła 268 mieszkańców.